# 洁净科技园

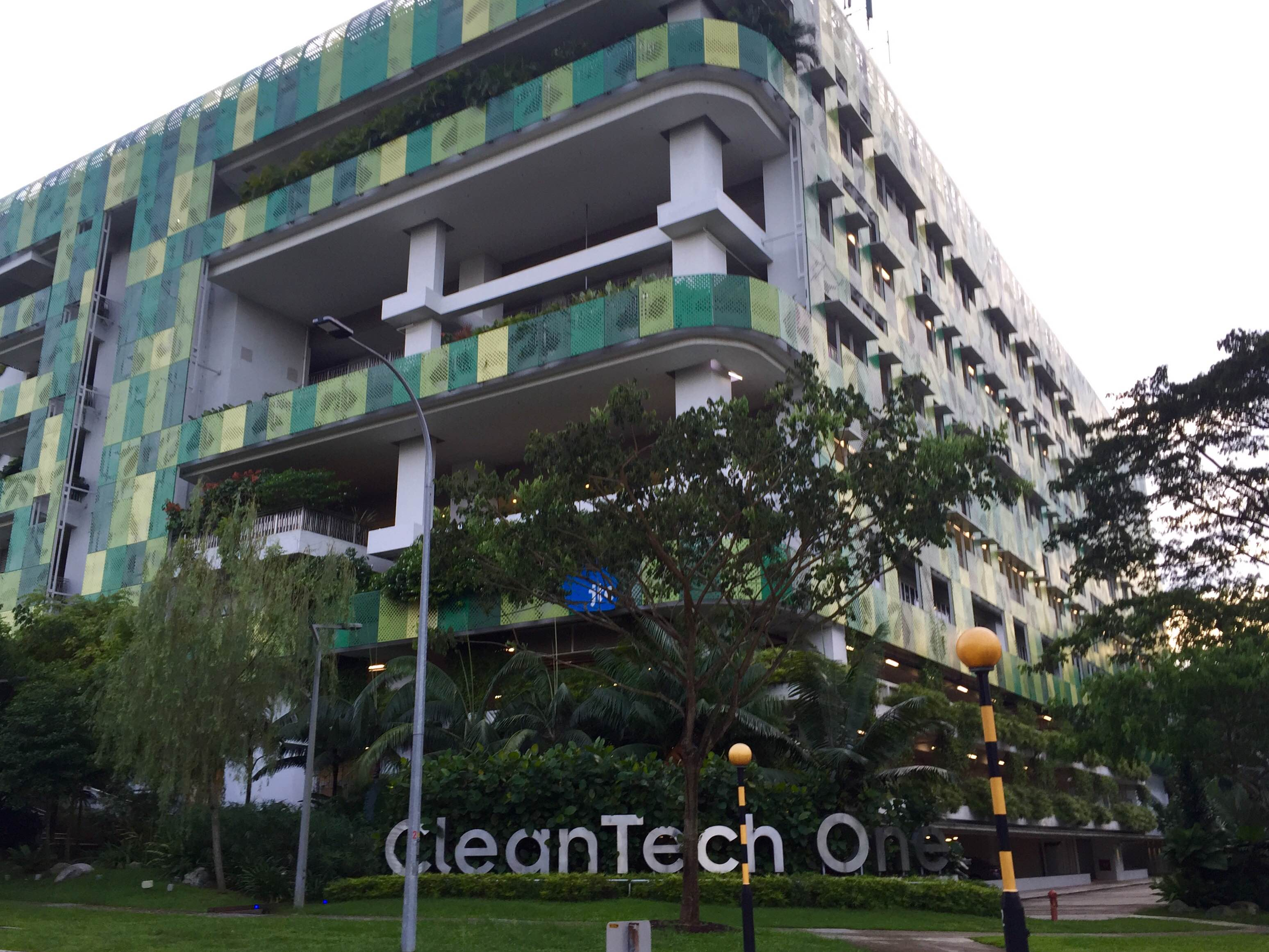
CleanTech One

洁净科技园（英語：CleanTech Park）） 是新加坡第一座的商业生态园，由裕廊集团开发建设。其作用是为有兴趣在热带城市环境中测试和开发洁净新科技的企业提供一个聚集点，让他们能进行各种相关的研究。该生态园分三期建设，共计15座大楼，计划于2030年完全竣工。2010年10月，园区内第一座综合大楼CleanTech One竣工并交付使用，第二栋CleanTech Two与2014年开始投入使用。 洁净科技园占地50公頃（120英畝），紧临新加坡南洋理工大学，未来二者将作为该校的扩建计划进行整合，并作为新加坡政府规划的裕廊创新区的一部分。